# Аналіз Ганша
Аналіз Ганша (англ. Hansch analysis) — заснований на екстра-термодинамічних принципах метод дослідження кількісних залежностей структура-властивість, де описується залежність біологічної активності в ряду споріднених сполук в термінах адитивності дії різних фізико-хімічних чинників, напр., параметрів замісників, параметрів ліпофільності (logP, p), електронних ефектів (pK, s), стеричних ефектів (Es Тафта) та інших ефектів за допомогою багатофакторного кореляційного аналізу.